# Saigo no door o shimero!
Saigo no door o shimero! (最後のドアを閉めろ!? lett. "Chiudi l'ultima porta!") è un manga di genere yaoi scritto da Yugi Yamada a partire dal 2001. È stato adattato in un OAV nel 2007.

## Trama

Kenzō e Atsushi

Dopo esser stato testimone di nozze del suo miglior amico, il bellissimo Toshihisa, Atsushi si rende conto che non aver mai avuto alcuna speranza con lui, l'uomo che ha sempre amato più d'ogni altra cosa al mondo: ha perso oggi la cosa più preziosa che aveva nella vita. Durante la cerimonia non riesce a trattener il suo dispiacere e comincia a bere; non vorrebbe rassegnarsi, effettivamente aveva sempre pensato che Toshihisa avrebbe potuto esser l'anima gemella più adatta a lui. 
Cerca d'annegar i suoi dolori di cuore e soprattutto l'odio che prova nei confronti della donna che glielo ha portato via, andando ad ubriacarsi in una bettola. Passa il tempo così fino a sera: quando s'imbatte in Kenzō, appena entrato anche lui per bere; è un altro ospite ch'era presente al matrimonio di quel giorno, un amico della sposa (ed ex-fidanzato di lei, verrà presto a sapere). Attaccano bottone e stanno lì a chiacchierare del più e del meno, hanno entrambi qualcosa da rammaricarsi, non essendo riusciti a trattener con sé i rispettivi partner del cuore, nasce quindi un feeling.  fino a quando, venuto il momento d'andarsene Kenzou aiuta Atsushi ubriaco fradicio ad alzarsi, il quale finisce per credere di poter anche provar qualche interesse verso questa nuova conoscenza. Le cose cominciano a complicarsi. 
Si sveglia la mattina dopo in una camera d'albergo, assieme al suo nuovo amante, dopo aver trascorso tutta la notte con lui. D'improvviso si alza, vuole andarsene, inizia a vestirsi, esce. Ed ecco che Toshihisa lo chiama, ché la moglie ha già mollato tutto lasciandosi il neo-sposo alle spalle, è già scappata con un altro uomo! Chiede pertanto all'amico di aiutarlo a mettersi sulle sue tracce.  Ma Atsushi, che vorrebbe con tutte le sue forze tornar a prendersi cura di Toshihisa, sente ora tuttavia d'aver sviluppato dei sentimenti anche nei confronti di Kenzou.  Gli nasce qui spontaneo un dilemma morale: usar la sofferenza dell'amico a suo favore per sedurlo, oppure...